# Magdalena Laubisch
Magdalena Livia Laubisch (* 19. Oktober 1998 in Halle (Saale)) ist eine deutsche Schauspielerin.

## Leben
Magdalena Laubisch wurde 1998 in Halle (Saale) geboren und wuchs in Leipzig auf. Erste Bühnenerfahrung sammelte sie im Theatrium Leipzig Grünau. Von 2018 bis 2022 studiert sie Schauspiel an der Theaterakademie August Everding. Hier wirkte sie bereits in den Produktionen Aufgedreht (Regie David Shiner), Die kleine Prinzessin (Regie Fabio Savoldelli) und Das Tote Brügge (Regie Rennik-Jan Neggers) mit. Von Januar bis Juli 2020 war sie im Rahmen von ERASMUS Stipendiatin am Conservatoire national supérieur d’art dramatique in Paris.
Magdalena Laubisch wohnt in München.

## Filmografie
- 2020: Kommissarin Lucas – Nürnberg (Fernsehfilm (Serie))
- 2020: Drecks Kleingeld (Kurzfilm)
- 2021: Julie (Kurzfilm)
- 2021: In aller Freundschaft – Die jungen Ärzte (Fernsehserie, Folge Mutterliebe)
- 2022: Love Addicts (Fernsehserie, 8 Folgen)
- 2022: Lumière noire (AT) (Kinofilm)
- 2024: Zeit Verbrechen (Miniserie, Folge Der Panther)
- 2025: Die Chefin (Fernsehserie, Folge Gefallener Engel)
- 2025: Sechswochenamt
- 2025: Die Nichte des Polizisten (Fernsehfilm)

## Auszeichnungen
Filmfest München 2025
- Förderpreis Neues Deutsches Kino in der Kategorie Schauspiel für Sechswochenamt[4]